# Коста, Паулинус
Паулинус Коста (англ. Paulinus Costa, 9 октября 1936 года — 3 января 2015 года, Дакка, Бангладеш) — католический прелат, второй епископ Раджшахи с 11 января 1996 года по 9 июля 2005 года, шестой архиепископ Дакки с 9 июля 2005 года по 22 октября 2011 года.

## Биография
Окончил Папский Урбанианский университет. 21 декабря 1963 года был рукоположён в священники для служения в епархии Раджшахи. Рукоположение во священники совершил кардинал Григорий-Пётр Агаджанян.
11 января 1996 года римский папа Иоанн Павел II назначил его епископом Раджшахи. 26 апреля 1996 года состоялось его рукоположение в епископы, которое совершил титулярный архиепископ Фалерии, апостольский нунций в Бангладеш Адриано Бернардини в сослужении с архиепископом Дакки Майклом Розарио и епископом Читтагонга Патриком Д’Росарио.
9 июля 2005 года римский папа Бенедикт XVI назначил его архиепископом Дакки.
Занимался общественной деятельностью, за которую был удостоен Премии мира имени Махатмы Ганди (2007) и Премии по правам человека Общества правовой помощи по правам человека в Бангладеш.
21 сентября 2011 года подвергся нападению во время волнения исламистов.
22 октября 2011 года подал в отставку. Скончался в январе 2015 года в Дакке, Бангладеш.